# 若桜町立若桜小学校

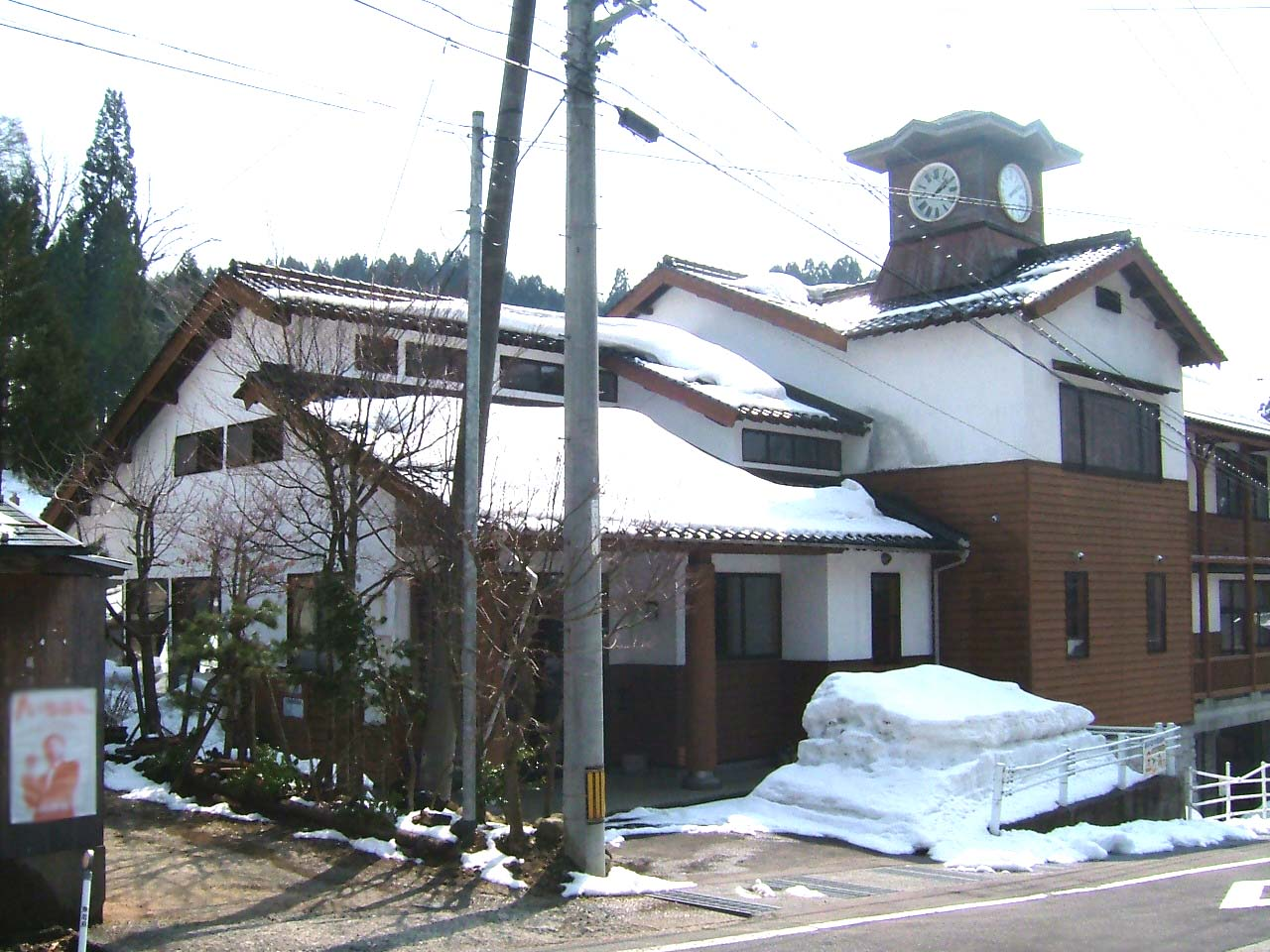
𣇃米分校

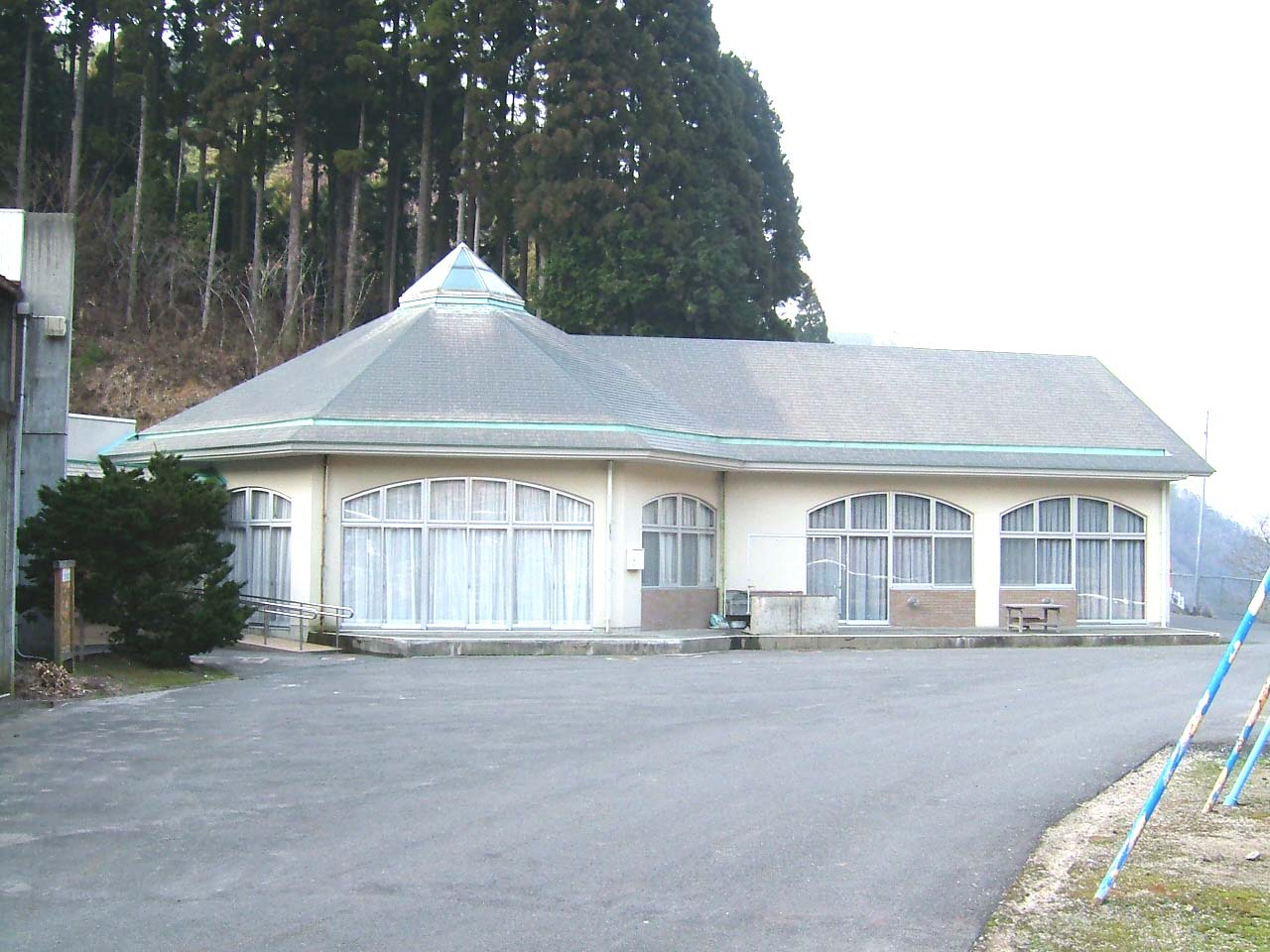
吉川分校

若桜町立若桜小学校（わかさちょうりつわかさしょうがっこう）は、かつて鳥取県八頭郡若桜町若桜に存在した公立小学校。かつては分校が2箇所に設置されていたが、2008年に𣇃米（つくよね）分校を休校、2011年に吉川（よしかわ）分校を閉校した。

## 沿革
- 2008年（平成20年） - 𣇃米分校を休校。
- 2009年（平成21年） - 若桜町立池田小学校を併合する形で統合。
- 2011年（平成23年） - 休校中であった吉川分校を閉校。
- 2012年（平成24年）
  - 3月 - 小中一貫校に移行のため閉校。
  - 4月 - 小中一貫校に移行し、若桜中学校校舎へ統合され若桜町立若桜学園が開校。
- 2013年（平成25年） - 校舎が解体される。なお、体育館はそのまま残され、2015年現在は若桜町立第2町民体育館として使用されている。

## 学校周辺
- 若桜宿
- 若桜神社
- 龍徳寺（若桜幼稚園）
- 国道29号
- 氷ノ山
- 八東川